# Fritz Schörnich
Fritz Schörnich (* 16. Februar 1922; † 27. Juni 1988) war ein deutscher Fußballschiedsrichter.

## Sportlicher Werdegang
Der aus Düsseldorf stammende Schörnich leitete Ende der 1950er und Anfang der 1960er Jahre Spiele der Oberliga West und gehörte bei der Einführung der Bundesliga als höchster deutschlandweiter Spielklasse zur Saison 1963/64 zu Spielleitern der neuen Beletage. Dabei leitete er im Saisonverlauf zehn Partien. Im DFB-Pokal 1961 sowie 1962 leitete er mit den Partien Werder Bremen gegen Karlsruher SC (3:2-Sieg nach Verlängerung) sowie 1. FC Nürnberg gegen Eintracht Frankfurt (4:2-Erfolg) jeweils ein Semifinalspiel. Nach einem Streit mit dem DFB kam er nach der Auftaktsaison 1963/64 zu keinen weiteren Bundesligaeinsätzen.
Im Zuge der Vorbereitung auf die WM-Endrunde 1962 leitete Schörnich auch ein Spiel der deutschen Nationalmannschaft, als diese im Februar des Jahres auf eine aus Oberliga-Spielern des FC Schalke 04 und Westfalia Herne zusammengestellte Mannschaft traf und diese durch Treffer des zweifachen Torschützen Helmut Haller, Gert Dörfel und Uwe Seeler bei Gegentreffern durch Fritz Hesse und Otto Luttrop in der Gelsenkirchener Glückauf-Kampfbahn mit 4:2 besiegte.
Teilweise wird vermutlich als Übertragungsfehler in Datenbanken der Nachname als Schömich ausgegeben.